# Коутс-Бенд (Алабама)
Коутс-Бенд (англ. Coats Bend) — переписна місцевість (CDP) в США, в окрузі Етова штату Алабама. Населення — 1318 осіб (2020).

## Географія
Коутс-Бенд розташований за координатами 34°4′39″ пн. ш. 85°52′27″ зх. д. / 34.07750° пн. ш. 85.87417° зх. д. (34.077426, -85.874184).  За даними Бюро перепису населення США в 2010 році переписна місцевість мала площу 22,14 км², уся площа — суходіл.

## Демографія
Згідно з переписом 2010 року, у переписній місцевості мешкали 1394 особи в 506 домогосподарствах у складі 393 родин. Густота населення становила 63 особи/км².  Було 563 помешкання (25/км²).
Расовий склад населення:
| - 84,4 % — білих - 12,6 % — чорних або афроамериканців - 0,5 % — корінних американців |

До двох чи більше рас належало 2,0 %. Частка іспаномовних становила 0,9 % від усіх жителів.
За віковим діапазоном населення розподілялося таким чином: 25,0 % — особи молодші 18 років, 64,6 % — особи у віці 18—64 років, 10,4 % — особи у віці 65 років та старші. Медіана віку мешканця становила 39,4 року. На 100 осіб жіночої статі у переписній місцевості припадало 97,2 чоловіків;  на 100 жінок у віці від 18 років та старших — 99,0 чоловіків також старших 18 років.
Середній дохід на одне домашнє господарство  становив 59 911 долар США (медіана — 42 821), а середній дохід на одну сім'ю — 61 571 долар (медіана — 47 596). За межею бідності перебувало 15,0 % осіб, у тому числі 27,1 % дітей у віці до 18 років та 4,9 % осіб у віці 65 років та старших.
Цивільне працевлаштоване населення становило 903 особи. Основні галузі зайнятості: виробництво — 19,0 %, мистецтво, розваги та відпочинок — 11,8 %, освіта, охорона здоров'я та соціальна допомога — 11,3 %, транспорт — 10,9 %.